# Џефри Сакс
Џефри Дејвид Сакс (енгл. Jeffrey David Sachs; Оук Парк, 5. новембар 1954) амерички је економиста, академик, аналитичар јавних политика и универзитетски професор.

## Биографија
Џефри Сакс је бивши директор Института за Земљу на Универзитету Колумбија, где је универзитетски професор. Познат је по свом раду на одрживом развоју, економском развоју и борби за окончање сиромаштва.
Сакс се 1980. придружио факултету на Харварду као доцент, а 1982. унапређен је у ванредног професора. Годину дана касније, са 28 година, постао је професор економије (tenure) на Харварду.
Он је саветовао неколико земаља о економској политици, укључујући Уједињене Арапске Емирате.
Осудио је НАТО бомбардовање Србије 1999. и сматра да је у питању нечувен и негативан потез.
Сакс живи у Њујорку са супругом Соњом Ерлих Сакс, педијатром. Имају троје деце.

## Одабрана дела
- Sachs, Jeffrey (2020). The ages of globalization : geography, technology, and institutions. New York. ISBN 978-0-231-19374-0. OCLC 1100777002.
- Sachs, Jeffrey (2018). A new foreign policy : beyond American exceptionalism. New York. ISBN 978-0-231-54788-8. OCLC 1028584983.
- Sachs, Jeffrey (2017). Building the new American economy : smart, fair, and sustainable. New York. ISBN 978-0-231-54528-0. OCLC 969417703.
- Sachs, Jeffrey (2015). The age of sustainable development. Ki-mun Pan. New York. ISBN 978-0-231-17315-5. OCLC 892887168.
- Sachs, Jeffrey (2013). To move the world: JFK's quest for peace (First изд.). New York. ISBN 978-0-8129-9492-6. OCLC 829745034.
- Sachs, Jeffrey (2011). The price of civilization : reawakening American virtue and prosperity (1st изд.). New York: Random House. ISBN 978-1-4000-6841-8. OCLC 711989050.
- Sachs, Jeffrey D. (јун 2010). „Millennium Development Goals at 10”. Scientific American. 302 (6): 17. Bibcode:2010SciAm.302f..30S. PMID 20521476. doi:10.1038/scientificamerican0610-30.
- Sachs, Jeffrey (2008). Common wealth : economics for a crowded planet. New York: Penguin Press. ISBN 978-1-59420-127-1. OCLC 167764116.
- Humphreys, Macartan; Sachs, Jeffrey; Stiglitz, Joseph E., ур. (2007). Escaping the resource curse. New York: Columbia University Press. ISBN 978-0-231-51210-7. OCLC 654395500.
- Sachs, Jeffrey (2005). The End of Poverty: Economic Possibilities for Our Time. New York: Penguin Press. ISBN 1-59420-045-9. OCLC 57243168.
- Kirkman, Geoffrey S.; Cornelius, Peter K.; Sach, Jeffrey D.; Schwab, Klaus, ур. (2002). The Global Information Technology Report 2001 – 2002: Readiness for the Networked World. New York: Oxford University Press. ISBN 978-0195152586.
- Sachs, Jeffrey (2002). „A New Global Effort to Control Malaria”. Science. 298 (5591): 122—124. Bibcode:2002Sci...298..122S. PMID 12364788. doi:10.1126/science.1077900.. Vol. 298, October 4, 2002
- Sachs, Jeffrey (2002). „Resolving the Debt Crisis of Low-Income Countries” (PDF). Brookings Papers on Economic Activity: 257—286. doi:10.1353/eca.2002.0013.. 2002:1
- Sachs, Jeffrey (лето 2001). „The Strategic Significance of Global Inequality”. Washington Quarterly. 24 (3): 185—198. doi:10.1162/01636600152102331.
- Sachs, Jeffrey (1997). Development Economics. Blackwell Publishers. ISBN 0-8133-3314-8.
- The rule of law and economic reform in Russia. Jeffrey Sachs, Katharina Pistor. Boulder, Colo.: Westview Press. 1997. ISBN 0-8133-3313-X. OCLC 36121307.
- Sachs, Jeffrey (1994). Poland's jump to the market economy (1st изд.). Cambridge, Mass.: MIT Press. ISBN 0-262-69174-4. OCLC 31820041.
- Sachs, Jeffrey (1993).  Larraín B., Felipe, ур. Macroeconomics in the global economy. Englewood Cliffs, N.J.: Prentice Hall. ISBN 0-13-544206-0. OCLC 25026552.
- Sachs, Jeffrey (ed) (1991). Developing Country Debt and Economic Performance, Volume 1 : The International Financial System (National Bureau of Economic Research Project Report). University of Chicago Press. ISBN 0-226-73332-7.
- Sachs, Jeffrey and Warwick McKibbin. Global Linkages: Macroeconomic Interdependence and Co-operation in the World Economy. Brookings Institution. ISBN 0-8157-5600-3., June, 277 pages.
- Sachs, Jeffrey, ур. (1989). Developing country debt and the world economy. Chicago: University of Chicago Press. ISBN 0-226-73338-6. OCLC 18351577.
- Bruno, Michael and Sachs, Jeffrey (1984), "Stagflation in the World Economy"